# Complices
Pour les articles homonymes, voir Complices.
Ne doit pas être confondu avec Les Complices (film).
Pour plus de détails, voir Fiche technique et Distribution.
Complices est un film franco-suisse réalisé par Frédéric Mermoud, sorti en 2009.

## Synopsis
Près de Lyon, le cadavre d'un jeune homme flotte sur le Rhône. Hervé Cagan (Gilbert Melki), inspecteur de police, célibataire, fête l'anniversaire de sa nièce chez son frère Yvan (Éric Laugérias). Il reçoit un appel téléphonique et part, alors que son frère lui annonce qu'il a une maîtresse. En compagnie de son collègue Nicolas Bianchini, ils rejoignent leur collègue Karine Mangin (Emmanuelle Devos) sur la rive, où un cantonnier a trouvé le corps. Dans le portefeuille de la victime, elle trouve sa carte d'identité : Vincent Bouvier (Cyril Descours). Le médecin légiste fait ses premières constatations : la mort remonte à moins d'un jour, il a été étranglé, il a au moins une blessure causée par un objet contondant.
Vincent est dans un cybercafé il discute, sous son surnom « Vince », sur la messagerie instantanée d'un site de rencontres. Il remarque Rebecca (Nina Meurisse) qui l'observe attentivement. Elle est en compagnie de sa copine Belen (Yeelem Jappain). Il l'aborde, discute un peu, mais Belen part et cherche à entraîner Rebecca dehors. Rebecca sous le charme, lui donne son numéro de téléphone portable avant de partir.
Hervé et Karine se rendent chez la mère de Vincent. La sœur de celui-ci leur apprend qu'il habitait dans un mobile home dans un camping et qu'elles avaient peu de contact avec lui.
Vincent se douche, s'habille, récupère le prix de sa passe sur la table de nuit et quitte la chambre d'hôtel sous le regard de son client. Dans la rue, Vincent téléphone à Rebecca. Ils mangent ensemble dans un restaurant kebab. Vincent dit à Rebecca qu'il est agent immobilier indépendant, elle lui dit qu'elle va passer le baccalauréat. Dans un magasin de proximité, ils achètent des provisions pour la soirée, puis Vincent emporte Rebecca sur son scooter chez lui. Ils font l'amour. Rebecca dit à Vincent que sa mère est hôtesse de l'air et qu'elle n'a jamais connu son père.
Hervé et Karine inspectent le logement de Vincent. Dans une valise, Karine constate que ses bagages étaient prêts. Découvrant une grande tache de sang sur une porte de placard, Hervé comprend que le meurtre a eu lieu ici. Karine trouve la sacoche de Vincent contenant au moins 4 000 euros. Hervé est contrarié quand Karine lui dit que ce soir elle a un rendez-vous galant avec un graphiste, qu'elle a rencontré sur Meetic. Dans un restaurant japonais Hervé mange seul des sushis en buvant du saké. Karine le rejoint, elle est écœurée de son rendez-vous. Elle lui dit que ce n'est pas le premier homme qu'elle rencontre ainsi. Ils finissent par en plaisanter. Hervé demande à Bianchini de se renseigner sur Mickaël, prostitué en compagnie duquel Vincent avait été interpellé. Hervé se rend chez la mère de Rebecca (Joana Preiss). Elle ne sait pas où est sa fille. Il lui apprend que Vincent a été tué. Elle téléphone en vain pour savoir où est Rebecca. En fouillant la chambre de Rebecca, dans son armoire, il trouve une boite dans laquelle il y a un sachet en plastique contenant du cannabis et une liasse de billets. Sa mère répond qu'elle savait pour le cannabis, mais qu'elle ignore l'origine de cet argent.
Un soir, Vincent emmène Rebecca à une fête chez Thomas Morazzini (Jérémy Kapone). Quand Thomas et Vincent se retrouvent seuls dans la cuisine, le premier annonce au second ses prochains rendez-vous avec des clients et lui réclame son argent. Vincent lui donne et Thomas lui fait comprendre qu'il désapprouve sa liaison avec Rebecca. Elle fait la connaissance de ses amis : Lola (Clara Ponsot) et son amoureux Karim. Vincent ramène Rebecca devant chez elle. Elle entre, dans la cuisine sa mère lui dit qu'elle aimerait qu'elle lui présente Vincent.
Thomas est convoqué au commissariat et interrogé par Bianchini. Il déclare étudier en BTS de commerce et ignorer que Vincent se prostituait. Dans la salle des professeurs du lycée, Hervé interroge Belen. Elle affirme ne pas savoir où est Rebecca. Il lui apprend que Vincent est mort.
Devant chez lui, Vincent fait un tatouage à Rebecca en bas du dos. En fumant du cannabis, ils se câlinent sur le lit, il ne répond pas à un appel téléphonique. Rebecca plaisantant au sujet de son travail, il lui avoue qu'il lui a menti, il n'a jamais travaillé dans l'immobilier, qu'il se prostitue depuis deux ans et que Thomas est son proxénète par petites annonces sur internet. Contrariée, Rebecca s'en va. Il lui téléphone pour lui dire qu'il a voulu être sincère avec elle parce qu'il l'aime.
Hervé, Bianchini et Karine font une descente au dernier lieu où exerce Mickaël, un sauna rue du Vercors. Il tente de s'enfuir, Hervé le pourchasse et l'intercepte. Il l'interroge avec Karine. Mickaël dit qu'il n'était plus en contact avec Vincent depuis un certain temps, car il racolait par l'intermédiaire des sites de rencontre sur internet dans un cybercafé du centre ville. Vincent allait aux rendez-vous chez les clients, dans des hôtels, ou dans des partouzes dans une villa témoin à Saint-Bonnet.
Au commissariat, Hervé interroge une avocate (Anne Loiret) qu'il a convoqué, car elle a contacté Vincent trois jours avant. Elle déclare avoir eu recours cinq fois aux prestations de Vincent, toujours en compagnie de son époux et affirme ne jamais avoir participé à des « parties fines » dans des villas.
Dans une chambre d'hôtel, Vincent vient de terminer une passe avec un client (Serge Larivière). Vincent repousse les gestes de tendresse que celui-ci a envers lui. Il grignote au lit en se préparant un joint, le client fini de se rhabiller en lui disant qu'il aimerait passer plus de temps avec lui, manger avec lui, faire connaissance. Vincent lui fait comprendre froidement que seul son argent l'intéresse. Le client parti, Rebecca téléphone à Vincent, qui est étonné qu'elle lui demande le numéro de la chambre où il est, elle lui avoue qu'elle l'a suivi. Elle entre dans la chambre, il est au bain et ne répond pas à ses questions, à sa demande elle le rejoint dans la baignoire et ils chahutent. Ils regardent des clips en buvant les mignonnettes du mini-bar, puis font l'amour. Rebecca lui dit qu'elle voudrait se prostituer en couple avec lui.
Sur un site internet de rencontres, Karine et Hervé trouvent le profil de Vincent, sur lequel il est indiqué qu'il a 17 ans. À tout hasard, Hervé envoie un message sur la messagerie de Vincent. Ils s'introduisent dans la villa témoin dont leur a parlé Mickaël. Ils n'y trouvent rien et comprennent que Mickaël leur a menti. Karine remarque qu'Hervé est préoccupé et l'interroge. Cette affaire le ronge, car il imagine que ces jeunes adultes paumés pourraient être ses enfants. Il y a 20 ans, il a quitté Jeanne, son amoureuse, alors qu'elle était enceinte, car il ne voulait pas qu'elle garde le bébé. Quand il rentre chez lui, Hervé est étonné d'y trouver Yvan. Son épouse Laurence l'a découvert avec sa maîtresse et collègue Éléonore, mariée aussi. Hervé l'héberge.
Vincent demande à Thomas de lui trouver des clients pour qu'il se prostitue en couple avec Rebecca. Thomas est très réticent. Rebecca et Vincent font une passe avec un client (Frédéric Épaud), puis vont manger chez elle avec sa mère. En partant, Vincent partage l'argent de la passe et donne sa part à Rebecca.
Karine est contrariée, Marc, un ancien amoureux, ami professeur homosexuel, lui a fait comprendre qu'il ne voulait pas lui donner de son sperme quand elle a évoqué le sujet. Hervé lui dit qu'il ferait pareil. Sur le répondeur d'Hervé, Yvan a enregistré un message lui disant qu'il est réconcilié avec Laurence et qu'il le remercie de l'avoir accueilli.
Dans une chambre d'hôtel, Rebecca et Vincent font une passe avec un client (Marc Rioufol), marié, 2 enfants, ophtalmologiste. Il quitte le lit, alors que les ébats commencent, va dans la salle de bain et dit à Rebecca de venir le rejoindre. Elle y va seule, il exige une fellation, elle n'obéit pas, il la frappe, elle appelle Vincent au secours. Vincent bondit du lit vers la salle de bain et frappe le client. À terre, Celui-ci, le supplie de continuer à le frapper et leur dit de rester. Ils ramassent leurs vêtements et s'enfuient en se rhabillant. Dans la rue, Rebecca en état de choc, abandonne Vincent. Thomas entre chez Vincent qui est au lit. Il lui dit que l'ophtalmologue veut les revoir pour s'excuser. Vincent se lève et lui annonce que Rebecca arrête de se prostituer. Thomas insiste, le client est prêt à payer plus pour les revoir, Vincent refuse. Il attend Rebecca devant le lycée. Belen lui apprend qu'elle n'est pas venue en classe cet après-midi, elle est restée à la maison car elle est malade. Il va chez Rebecca. Elle lui dit qu'elle ne peux rien manger et qu'il faut qu'il arrête la prostitution. Dans la rue, Vincent téléphone à Thomas et lui dit qu'il est d'accord pour revoir l'ophtalmologue avec Lola.
Bianchini avertit Hervé qu'une réponse a été reçue sur la messagerie de Vincent, disant qu'il n'est pas disponible mais propose en échange de téléphoner à Karim. Hervé téléphone à Karim et obtient un rendez-vous avec lui dans une chambre d'hôtel l'après-midi. Dans la chambre, Hervé tente d'interroger Karim en vain. Il tente de le maitriser, mais Karim s'enfuit. Bianchini le suit dans la rue et repère qu'il s'est réfugié chez Thomas.
Avec son téléphone portable, Vincent filme discrètement les ébats de l'ophtalmologiste avec Lola. Vincent envoie un message électronique à Tardieu avec la vidéo en pièce-jointe et exige qu'il lui remette une rançon de 10 000 euros, sur le parking du centre commercial, le lendemain à 23 h.

## Fiche technique
- Réalisation : Frédéric Mermoud
- Scénario : Pascal Arnold et Frédéric Mermoud
- Directeur de la photographie : Thomas Hardmeier
- Monteuse : Sarah Anderson
- Musique originale : Grégoire Hetzel
- Genre : policier et thriller
- Langue : français
- Producteurs : Tonie Marshall et Damien Couvreur
- Production : Tabo Tabo Films, SAGA Production, France 3 Cinéma
- Durée : 93 minutes
- Distributeur : K-Films Amérique (Québec)
- Dates de sortie :
  - Suisse : 9 août 2009 (Festival de Locarno)
  - France : 20 janvier 2010
  - Suisse romande : 31 mars 2010
  - Québec : 4 juin 2010
- Interdit aux moins de 12 ans

## Distribution
- Gilbert Melki : Hervé Cagan
- Emmanuelle Devos : Karine Mangin
- Cyril Descours : Vincent « Vince » Bouvier
- Nina Meurisse : Rebecca « Reb »
- Joana Preiss : Esther, la mère de Rebecca
- Jérémy Kapone : Thomas Morazzini, le proxénète de Vincent
- Marc Rioufol : Jean-Paul Tardieu, l'ophtalmologiste
- Yeelem Jappain : Belen, l'amie de Rebecca
- Clara Ponsot : Lola
- Éric Laugérias : Yvan Cagan, le frère d'Hervé
- Serge Larivière : le client à l'hôtel, cherchant l'affection de Vincent
- Anne Loiret : l’avocate pour une compagnie d'assurance anglaise
- Frédéric Épaud : le client de la première passe en couple de Vincent et Rebecca
- Valérie Lang : Laurence, épouse d'Yvan
- Jérémy Azencott : Nicolas Bianchini
- Jean-Pierre Sanchez : Karim

## Production

### Tournage
Le film a été tourné à Lyon (Hôtel Sofitel scène avec le chirurgien/ vue sur le pont de Lattre de Tassigny/ Lycée Jean Perrin), à Caluire-et-Cuire, à Pierre-Bénite, à Saint-Bonnet-de-Mure ainsi qu'à Saint-Maurice-de-Beynost dans l'Ain, en 2009.

## Bande originale
Sauf indication contraire ou complémentaire, les informations mentionnées dans cette section proviennent du générique de fin de l'œuvre audiovisuelle présentée ici.
- Bon anniversaire (chanté par la famille chez Yvan pour l'anniversaire de sa fille avant qu'elle souffle les bougies).
- Shape par Sophie Hunger (dans le cybercafé Vincent écrit sur la messagerie instantanée d'un site de rencontres et remarque Rebecca).
- Bubblegum Crisis 1er épisode : Tinsel City  (dessin-animé à l'écran-mural dans le restaurant japonais où mange Hervé, Karine le rejoint, ils discutent).
- Tonight par Yuksek (Vincent et Rebecca arrivent à la fête chez Thomas, Thomas et Vincent discutent dans la cuisine, Lola discute avec Rebecca).
- Pop culture par Creature de 2008 (Vincent et Rebecca dansent à la fête chez Thomas).
- Live good par Naïve New Beaters de 2007 (dans la chambre d'hôtel, Rebecca et Vincent allongés sur le lit regardent le clip en chantant, buvant et s'embrassant).
- Easter loo par Jean-Pierre Petit (Rebecca essaye des chaussures dans le magasin en compagnie de Vincent, ils en achètent 4 paires).
- Come with me par Liset Alea et Alexkid (Karim et Hervé dans la chambre d'hôtel).
- Poison friends par Jean-Pierre Petit (arrestation de Thomas par Hervé et Karine).
- Foreign tongues par Alela Diane (Rebecca et Hervé au cimetière, discutent et mangent dans le bar, début du générique de fin).
- No fun at all par Jean-Pierre Petit.
- Ya h'alawitha par Ahmed Wezzan et Philippe Guez.

## Accueil critique
En France, le site Allociné propose une note moyenne de 3,4⁄5 à partir de l'interprétation de critiques provenant de 20 titres de presse.